# جيهان بشيخ أحمد
جيهان بشيخ أحمد (21 ديسمبر 1985) لاعبة كرة يد تونسية.

## مواضيع ذات صلة
منتخب تونس لكرة اليد للسيدات